# ملة سلة العليا (لوداب)
ملة سلة العليا (بالفارسية: مله سله علیا) هي قرية تقع في إيران في قسم لوداب الريفي. يقدر عدد سكانها بـ 18 نسمة .